# Шабан Шаулић (албум из 1975)
Шабан Шаулић је други музички албум српског певача Шабана Шаулића. Објављен је 1975. године у издању ПГП РТБ-а, на винилу и аудио касети. На албуму се налази десет песама. Као хит издвојила се песма Ти си сада срећна. Такође, на албуму се налази обрада народне песме Ах, мерака у вечери ране. Нумере су урађене уз пратњу оркестра Бокија Милошевића и Бранимира Ђокића.

## Песме
| Бр. | Назив песме                | Трајање |
| --- | -------------------------- | ------- |
| 1.  | Ти си сада срећна          | 04:07   |
| 2.  | Горе писма, сведоци љубави | 04:43   |
| 3.  | Волео сам твој плаве очи   | 04:39   |
| 4.  | Тамо код најдаљих брда     | 04:00   |
| 5.  | Кад љубави дође крај       | 04:07   |
| 6.  | На столу писмо од мајке    | 04:40   |
| 7.  | Веровах ти                 | 04:14   |
| 8.  | Ти мотику а ја плуг        | 04:17   |
| 9.  | Ах, мерака у вечери ране   | 04:33   |
| 10. | Нећу због ње да се кајем   | 04:12   |

Информације